# Xã Pleasant Hill, Quận Kidder, Bắc Dakota
Xã Pleasant Hill (tiếng Anh: Pleasant Hill Township) là một xã thuộc quận Kidder, tiểu bang Bắc Dakota, Hoa Kỳ. Năm 2010, dân số của xã này là 56 người.